# Асенсио, Рауль
Рауль Асенсио дель Росарио (исп. Raúl Asencio del Rosario; род. 13 февраля 2003, Тельде, Канарские острова) — испанский футболист, центральный защитник клуба «Реал Мадрид».

## Клубная карьера
Рауль начинал свою карьеру на родных Канарских островах в клубах «Ветеранос дель Пилар» и «Лас-Пальмас», а в 2017 году вошёл в систему мадридского «Реала». Во взрослом футболе он дебютировал в сезоне 2022/23, отыграв 29 матчей за «Интернасьональ» в Терсере. В 2023 году Рауля перевели в «Кастилью», где он быстро стал одним из лидеров обороны. 
В сезоне 2024/25 стал привлекаться к играм и тренировкам главной команды «королевского клуба». Рауль дебютировал за «Реал» 9 ноября 2024 года, заменив травмированного Эдера Милитао на 30-й минуте встречи с «Осасуной» в Примере. 27 ноября защитник сыграл первую игру в еврокубках и в стартовом составе, целиком отыграв встречу с «Ливерпулем» в Лиге чемпионов. В декабре сыграл в матчах чемпионата Испании против «Хетафе», «Атлетика Бильбао», «Жироны» и «Севильи». 
Отыграв первые матчи за «Реал», зарекомендовал себя как перспективный защитник. В игре с «Осасуной» Рауль Асенсио сделал один голевой пас и отдал 43 точные передачи из 46. Асенсио не попал в стартовый состав и вышел на поле лишь в концовке в матче общего этапа Лиги чемпионов против «Аталанты», чем вызвал критику в адрес главного тренера Карло Анчелотти.  В проигранном матче с «Эспаньолом» заменил на 15-й минуте получившего травму Антонио Рюдигера, за игру сделал 46 точных пасов. В первом стыковом матче плей-офф Лиги чемпионов против команды «Манчестер Сити» выиграл 4 единоборства, отдал 94% точных передач и не совершил ни одного фола, чем помог «Реалу» одержать волевую победу со счётом 2:3. В ответной встрече, выигранной «Мадридом» со счётом 3:1, отличился голевой передачей на Килиана Мбаппе на 4 минуте, навесив издали.  

## Карьера в сборной
В феврале 2025 года стало известно, что главный тренер сборной Испании по футболу Луис де ла Фуэнте рассматривает включение Асенсио в заявку на мартовские матчи Лиги наций. 

## Стиль игры
Отличается быстрыми рывками в подкате. Бывший вратарь «Реала» и «Валенсии» Сантьяго Каньисарес характеризует Рауля как «быстрого, сильного и решительного футболиста, который хорош не только в воздухе, но и при игре в обороне, имеющего как физические данные, так и развитые навыки игры в пас, необходимые для любого современного центрального защитника».

## Личная жизнь

### Скандалы
В сентябре 2023 года полиция Испании начала расследование в отношении четырёх неназванных игроков резервной команды мадридского «Реала», подозреваемых в распространении видео сексуального характера с участием несовершеннолетней. В дальнейшем было раскрыто имя Рауля Асенсио. В феврале 2025 года суд отклонил апелляцию адвокатов Асенсио о прекращении расследования его предполагаемой роли.

## Достижения

### Командные
«Реал Мадрид»
- Обладатель Межконтинентального кубка: 2024
- Итого: 1 трофей

## Статистика выступлений
| Выступление      | Выступление      | Выступление      | Лига | Лига | Кубки | Кубки | Еврокубки | Еврокубки | Итого | Итого |
| Клуб             | Лига             | Сезон            | Игры | Голы | Игры  | Голы  | Игры      | Голы      | Игры  | Голы  |
| ---------------- | ---------------- | ---------------- | ---- | ---- | ----- | ----- | --------- | --------- | ----- | ----- |
| Реал Мадрид      | Ла Лига          | 2024/25          | 18   | 0    | 7     | 0     | 11        | 0         | 36    | 0     |
| Реал Мадрид      | Итого            | Итого            | 18   | 0    | 7     | 0     | 11        | 0         | 36    | 0     |
| Всего за карьеру | Всего за карьеру | Всего за карьеру | 18   | 0    | 7     | 0     | 11        | 0         | 36    | 0     |

1. ↑  Кубок Испании, Суперкубок Испании.
2. ↑  Лига чемпионов УЕФА, Межконтинентальный кубок